# The Fortunes of Perkin Warbeck
Pour les articles homonymes, voir Warbeck.
The Fortunes of Perkin Warbeck est un roman de Mary Shelley publié en 1830.